# 아도보 (필리핀 음식)
아도보(타갈로그어: adobo)는 필리핀의 찜 또는 조림 요리이다. 갈비찜, 장조림, 찜닭 등과 비슷하며, 식초를 넣어 신맛이 난다. 필리핀의 국민 음식 가운데 하나로 여겨진다.

## 이름
타갈로그어 "아도보(adobo)"는 스페인어 "아도보(adobo)"에서 빌려온 말이며, 어원은 "(식재료를 양념에) 재다"라는 뜻의 스페인어 동사 "아도바르(adobar)"이다.

## 만들기
닭고기나 돼지고기를 식초(주로 코코넛식초), 간장, 마늘, 통후추, 월계수 잎과 함께 조려 낸다. 주로 쌀밥과 함께 먹으며, 덮밥처럼 내기도 한다.

## 사진

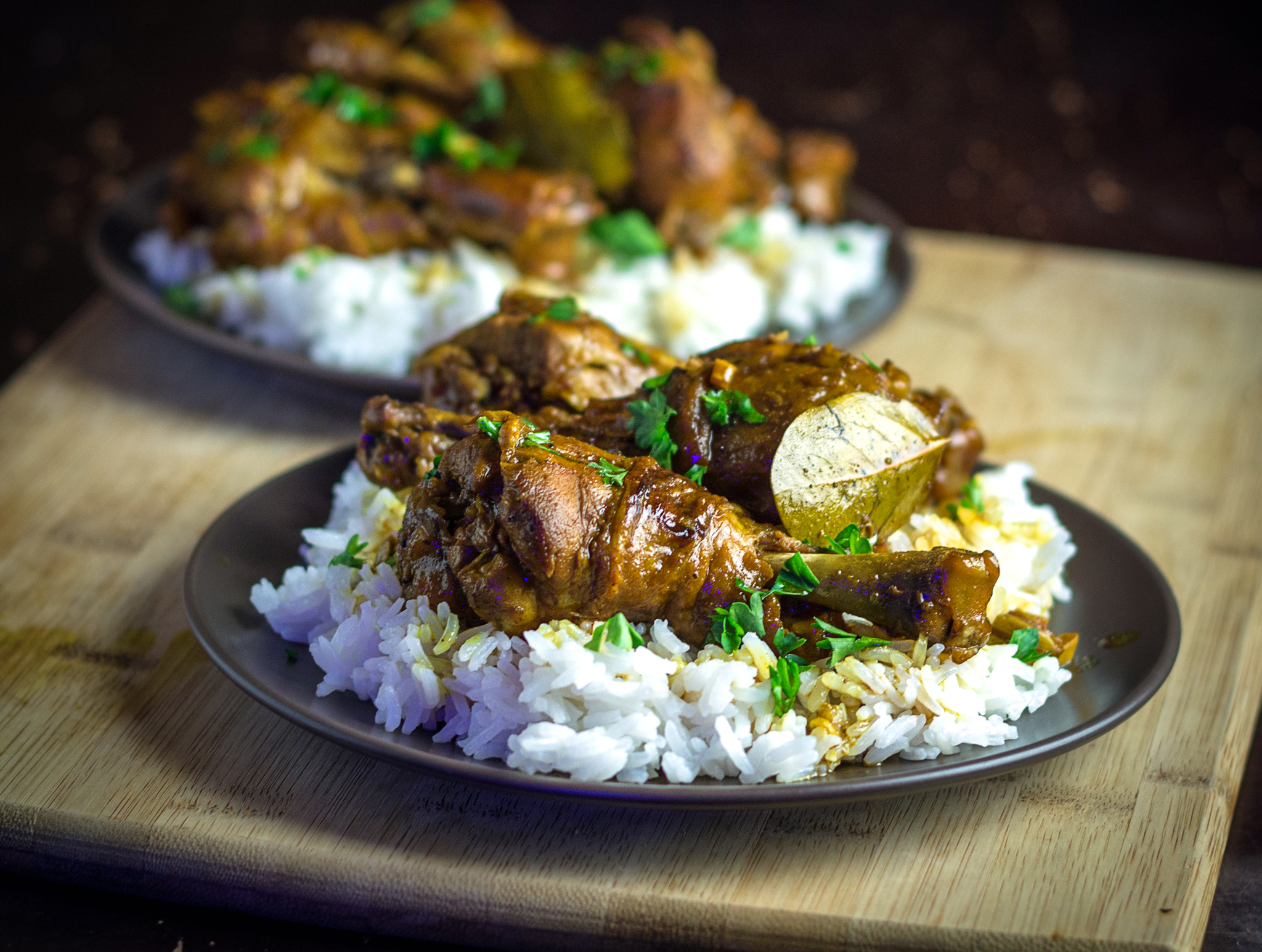
닭고기 아도보 덮밥
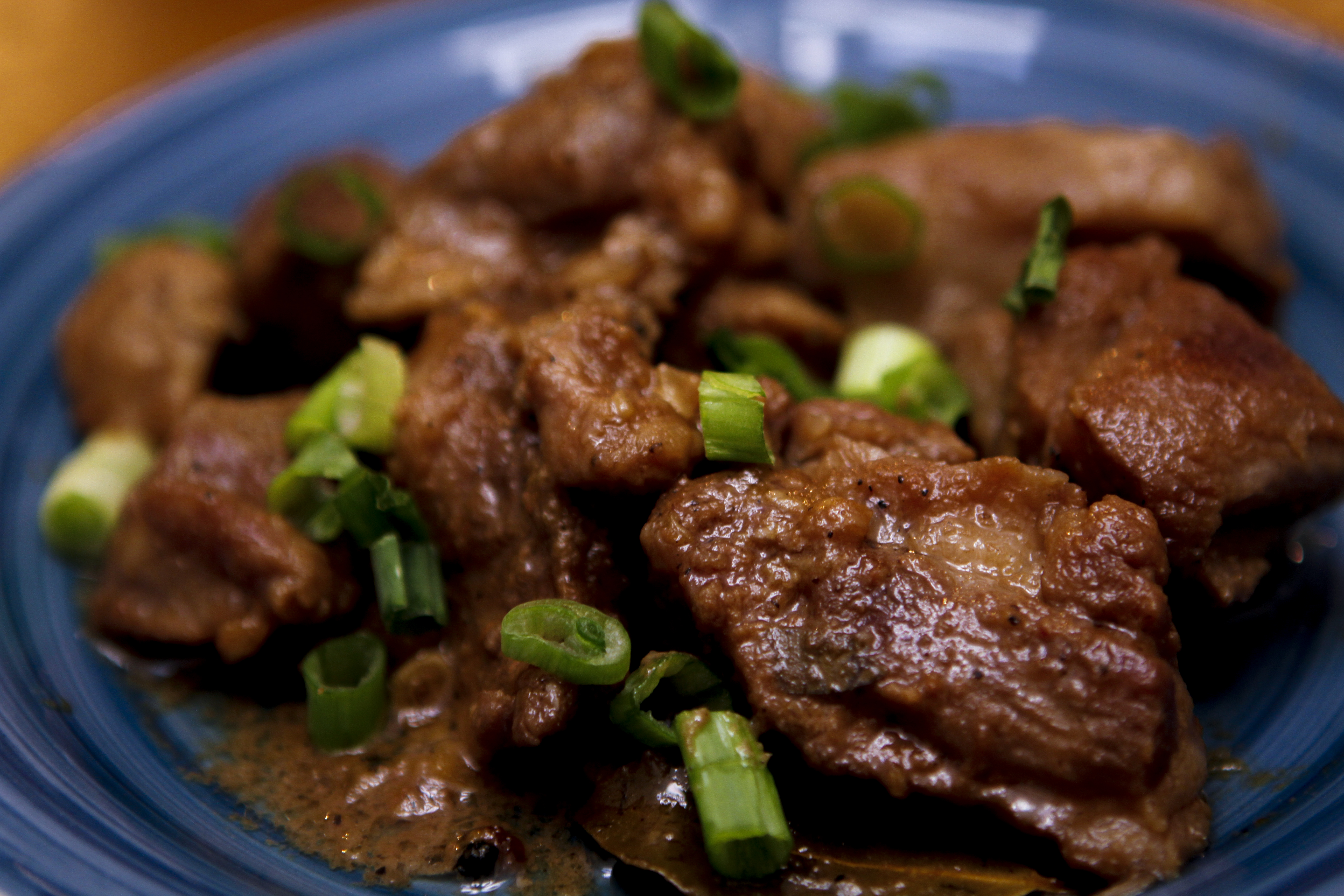
돼지고기 아도보

## 같이 보기
- 아도보 (스페인 음식)